# Podossinowez (Kirow)
Podossinowez (russisch Подоси́новец) ist eine Siedlung städtischen Typs in der Oblast Kirow in Russland mit 4029 Einwohnern (Stand 14. Oktober 2010).

## Geographie
Der Ort liegt etwa 240 km Luftlinie nordwestlich des Oblastverwaltungszentrums Kirow am rechten Ufer des Jug, bei der Einmündung der Puschma.
Podossinowez ist Verwaltungszentrum des Rajons Podossinowski sowie Sitz der Stadtgemeinde Podossinowskoje gorodskoje posselenije. Zur Gemeinde gehören seit der Eingemeindung der Landgemeinden Oktjabrskoje selskoje posselenije und Schtschetkinskoje selskoje posselenije 2012 neben der Siedlung 60 Dörfer, von denen nur drei über 100 Einwohner haben (Stand 14. Oktober 2010): Borok (8 km südöstlich), Oktjabr (gut 30 km ostsüdöstlich) und Schtschetkino (gut 20 km ostsüdöstlich).

## Geschichte
Der Ort wurde erstmals 1626 urkundlich erwähnt. Sein Name geht auf die weiter flussaufwärts am Jug gelegene, 1486 erwähnte bekannte befestigte Siedlung Ossinowez zurück; Podossinowez bedeutet „Unter-Ossinowez“. Ab Ende des 18. Jahrhunderts gehörte Podossinowez zum Ujesd Nikolsk des Gouvernements Wologda und erlangte mit seiner Anlegestelle einige wirtschaftliche Bedeutung durch die Flussschifffahrt auf dem Jug. Mit dem Bau der weiter östlich verlaufenden Eisenbahnstrecke (Perm –) Wjatka – Kotlas ging diese zwar zurück, aber der Ort wurde am 10. April 1924 Verwaltungssitz eines neu geschaffenen, nach ihm benannten Rajons.
Seit 1965 besitzt erhielt der Ort den Status einer Siedlung städtischen Typs.

### Bevölkerungsentwicklung
| Jahr | Einwohner |
| ---- | --------- |
| 1939 | 1522      |
| 1959 | 2482      |
| 1970 | 2955      |
| 1979 | 3562      |
| 1989 | 4378      |
| 2002 | 4235      |
| 2010 | 4029      |

Anmerkung: Volkszählungsdaten

## Verkehr
Bei Podossinowez überquert die Regionalstraße 33K-028 den Jug und führt dessen linkes Ufer aufwärts bis zur Grenze der Oblast Wologda, dort weiter bis Kitschmengski Gorodok, wo sie 75 km entfernt an die Verbindung Nischni Nowgorod – Weliki Ustjug anschließt. Zunächst das rechte Ufer des Jug abwärts führt die 33N-160 in das nördlich benachbarte Rajonzentrum Lusa. In östlicher Richtung verläuft eine Straße nach Pinjug zur in Bau befindlichen Straße Kirow – Kotlas – Archangelsk.
In der acht Kilometer nördlich gelegenen Siedlung städtischen Typs Demjanowo befindet sich die Bahnstation Podossinowez, Endpunkt einer in den 1960er-Jahren in Betrieb genommenen 32 km langen Nebenstrecke von der Station Panassjuk an der Verbindung Kirow – Kotlas.